# Opisthoxia phrynearia
Opisthoxia phrynearia är en fjärilsart som beskrevs av William Schaus 1912. Opisthoxia phrynearia ingår i släktet Opisthoxia och familjen mätare. Inga underarter finns listade i Catalogue of Life.